# جان صايغ
جان صايغ هو لاعب كرة الماء كندي، ولد في 1981.

## وصلات خارجية
- جان صايغ على موقع أوليمبيديا (الإنجليزية)